# Oscar (mitologia)
Oscar é uma personagem da mitologia céltica irlandesa, do ramo chamado Goidélico.
Integrante da mitologia irlandesa, pertence ao chamado Ciclo feniano (cerca do século II, em que são narrados feitos dos heróis. 
Oscar era um guerreiro filho de Oisín, e de uma fada chamada Niamh, que também lhe deu uma irmã, chamada Plor na mBan. Oisín, por sua vez, era filho do herói épico Fionn mac Cumhail (Finn Mac Cool).
Oscar foi mortalmente ferido na Batalha de Babhra, mas seu pai nunca soube da sua morte, e procurou o filho através dos séculos.